# Fylkesvei 51

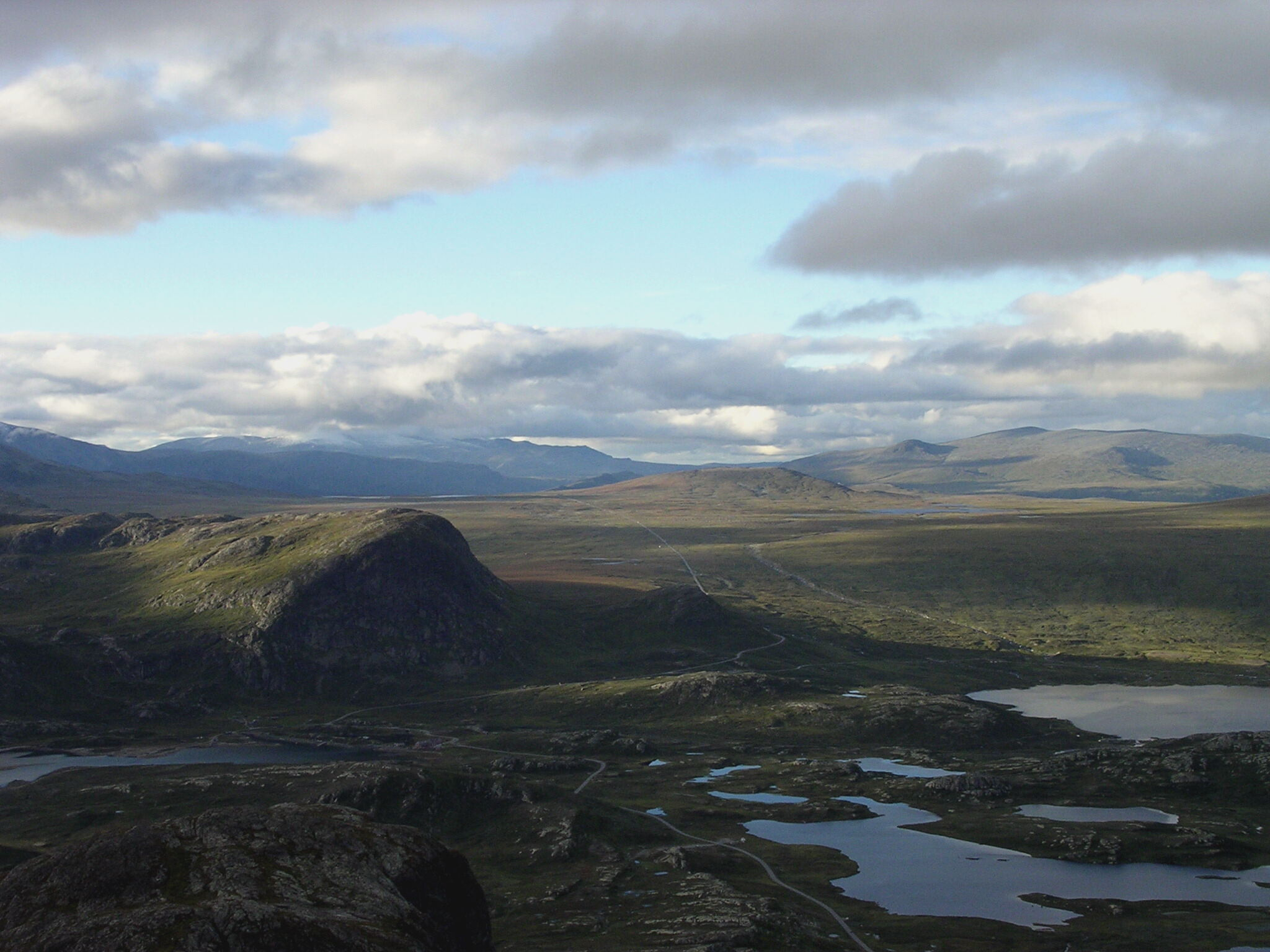
Rv51 op Valdresflya vanaf Bitihorn

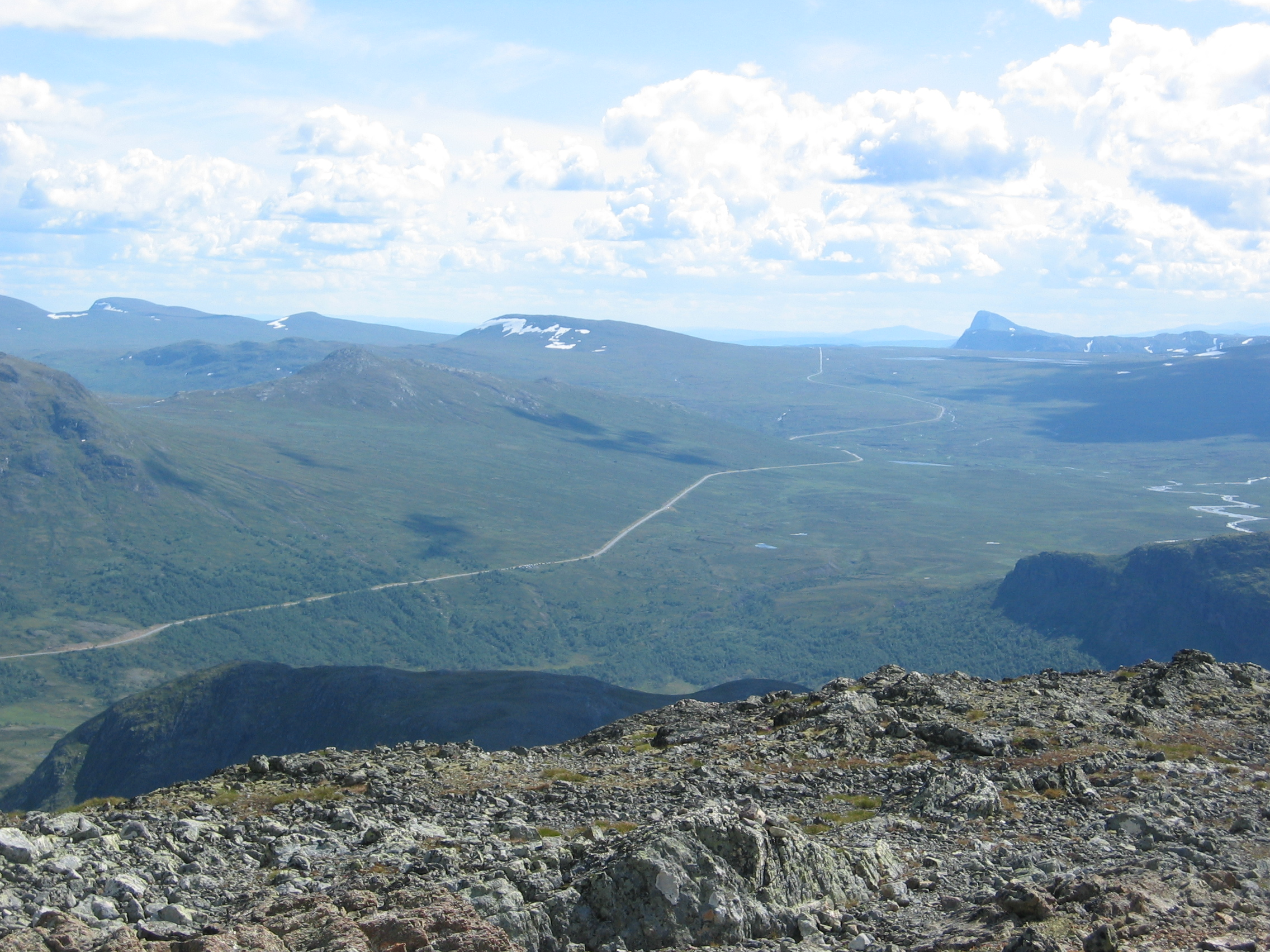

Fylkesvei 51 (Provinciale weg 51), ook wel Valdresflyveien genoemd, is een Noorse weg die Randen in Vågå (provincie Innlandet) met Gol (provincie Buskerud) verbindt. Het hoogste punt is op het bergplateau Valdresflya, op 1.389 meter.
's Winters is de weg tussen Randsverk en Beitostølen gesloten. De weg, met uitzondering van het stuk dat met E16 wordt gedeeld, is 168,2 km lang, hiervan bevindt 146,6 km zich in Oppland en 21,6 km in Buskerud.
Vanaf Randen loopt de weg langs het Gjendemeer. Waar de wandeling Besseggen is, doorkruist de weg het kleine bergplateau Valdresflya, en gaat verder langs de berg Bitihorn en de wintersportplaats Beitostølen. Na de afslag naar de Jotunheimvegen worden de meren Vinstri en Bygdin gepasseerd om ten slotte via Fagernes in Gol aan te komen.
Gemeenten en kruisingen
Provincie Inlandet
Vågå
- Rv15 Randen
- Rv257 Randsverk
- Slagboom Bessheim, wintersluiting
- Zijarm Maurvangen naar Gjendesheim (2,3 km)

Øystre Slidre
- Hoogste punt op de weg: Valdresflya (1.389 meter)

Vang
- Bygdin → Particuliere tolweg Jotunheimvegen naar Skåbu

Øystre Slidre
- Slagbom Beito, wintersluiting
- Beitostølen
- Fv288 (provinciale weg) van Mørken naar Skredbergo (12,6 km)
- Fv289 van Skammestein naar Fv293 Ødegård in Vestre Slidre (15,1 km) → E16
- Fv287 van Sælid naar Heggenes (7,7 km)
- Fv287 Heggenes
- Fv269 van Løken brug naar Holldalsfoss
- Fv284 van Moane naar Rogne (4,4 km)
- Fv284 Rogne
- Fv269 Velta
- Fv285 van Hovi naar Fv270 Melbybråten
- Fv270 van Melbybråten naar Fv204 Døvre in Nord-Aurdal

Nord-Aurdal
- Fv269 Holldalsfoss
- E16 Fagernes, gemeenschappelijk tracé tot Leira
- Fv274 Jernbanevegen van Elvely naar Fagernes oost (0,7 km)
- Fv204 Skrautvålsvegen van Østensvik naar Rv255 Forset in Gausdal
- Fv264 Garlivegen van Østensvik naar E16 Leira
- Fv274 Jernbanevegen, Fagernes oost
- E16 Leira
- Fv261 van Hådem naar E16 Hålimo in Vang
- Fv220 van Hådem naar Fv222 Bagn in Sør-Aurdal
- Fv262 van Mønin naar Fv220 Vesterbø (5,0 km)
- Brug van Ormhamar over Tisleia

Provincie Viken
Gol
- Fv221 van Rustbrenna naar Fv224 Hatten (8,1 km)
- Rv52 Hesla